# Ivo Lužný
Ivo Lužný (* 9. srpna 1957, Prostějov) je český politik a občanský aktivista, jeden z vůdců sametové revoluce v Prostějově.

## Životopis
Vystudoval Vysokou školu dopravy a spojů v Žilině (1981). Od roku 1981 pracoval na Traťové distanci v Pardubicích, od roku 1986 na Traťové distanci v Prostějově a od roku 1993 v Olomouci. Od roku 2008 je vedoucím odboru informatiky na Správě železniční a dopravní cesty v Olomouci.

## Politická činnost
V roce 1989 se v Prostějově zapojil do činnosti Občanského fóra a v roce 1990 byl kooptován do rady města. Při rozštěpení Občanského fóra na Občanskou demokratickou stranu a Občanské hnutí se stal členem přípravného výboru OH a předsedou okresní rady OH až do jeho zániku. V roce 2010 vstoupil do Strany zelených. Od roku 2017 je předsedou základní organizace v Prostějově, v letech 2017–2019 byl spolu s Hanou Vackovou spolupředsedou krajského organizace Olomouckého kraje. Od roku 2019 je členem Republikové rady.

## Aktivismus
Ivo Lužný byl jedním z organizátorů petice proti hazardu v Prostějově a angažoval se při neúspěšné snaze o pojmenování náměstí po Václavu Havlovi.